# Revista Ciência & Saúde Coletiva
A Revista Ciência & Saúde Coletiva é uma revista editada pela Associação Brasileira de Saúde Coletiva (Abrasco), fornecendo um espaço científico para discussão sobre saúde pública. A revista está classificada com índice A3 no Qualis/Capes. É uma revista científica indexada nacional (pela Scielo, por exemplo) e internacionalmente (pelo JCR, por exemplo).